# Педањи (Падова)
Педањи је насеље у Италији у округу Падова, региону Венето.
Према процени из 2011. у насељу је живело 58 становника. Насеље се налази на надморској висини од 17 м.